# 布魯克林 (伊利諾伊州斯凱勒縣)
布魯克林（英語：Brooklyn）是位於美國伊利諾伊州斯凱勒縣的一個非建制地區。該地的面積和人口皆未知。

## 地理
布魯克林的座標為40°13′33″N 90°45′47″W / 40.22583°N 90.76306°W，而該地的平均海拔高度為168米（即551英尺）。